# Liste der Baudenkmäler in Sankt Wolfgang (Oberbayern)

Blick auf Sankt Wolfgang

Auf dieser Seite sind die Baudenkmäler in der oberbayerischen Gemeinde Sankt Wolfgang zusammengestellt. Diese Tabelle ist eine Teilliste der Liste der Baudenkmäler in Bayern. Grundlage ist die Bayerische Denkmalliste, die auf Basis des Bayerischen Denkmalschutzgesetzes vom 1. Oktober 1973 erstmals erstellt wurde und seither durch das Bayerische Landesamt für Denkmalpflege geführt wird. Die folgenden Angaben ersetzen nicht die rechtsverbindliche Auskunft der Denkmalschutzbehörde.

## Baudenkmäler nach Ortsteilen

### Sankt Wolfgang
| Lage                         | Objekt                               | Beschreibung | Akten-Nr.             | Bild               |
| ---------------------------- | ------------------------------------ | --- | --------------------- | ------------------ |
| Hauptstraße 9, 11 (Standort) | Ehemaliger Propst- und Dechanthof    | später Pfarrhaus mit angebauter Schule (jetzt Rathaus), zweigeschossiger Walmdachbau von Johann Baptist Gunetzrhainer 1737 errichtet, umgebaut erste Hälfte 19. Jahrhundert | D-1-77-137-2 Wikidata | weitere Bilder     |
| Hofmarkstraße (Standort)     | Katholische Pfarrkirche St. Wolfgang | bedeutender zweischiffiger Wandpfeilerbau mit Seitenkapelle, polygonalem Chorschluss, angefügter Sakristei und Chorflankenturm, Seitenkapelle Anfang 15. Jahrhundert, Hauptbau 1439–77, 1679 barockisiert; mit Ausstattung; Friedhofsmauer mit Eingangspfeilern; Kriegergedächtnisstätte, neobarocke Nischenkapelle mit Satteldach, nach 1918. | D-1-77-137-1 Wikidata | weitere Bilder     |
| Hofmarkstraße 1 (Standort)   | Gasthaus zum Schex                   | Zweigeschossiger Satteldachbau mit Halbgeschoss, Eck-Bodenerker und Stichbogenfriesen, Gaststube mit bemerkenswerter Balkendecke, zweite Hälfte 16. Jahrhundert | D-1-77-137-3 Wikidata | Gasthaus zum Schex |

### Aign
| Lage              | Objekt                        | Beschreibung                                                                       | Akten-Nr.             | Bild                          |
| ----------------- | ----------------------------- | ---------------------------------------------------------------------------------- | --------------------- | ----------------------------- |
| Aign 1 (Standort) | Stallstadel des Dreiseithofes | Riegelbau mit Satteldach und Bundwerk auf massivem Unterbau, bezeichnet mit „1841“ | D-1-77-137-5 Wikidata | Stallstadel des Dreiseithofes |

### Armstorf
| Lage                          | Objekt                                  | Beschreibung | Akten-Nr.             | Bild           |
| ----------------------------- | --------------------------------------- | --- | --------------------- | -------------- |
| Dorfener Straße 12 (Standort) | Ehemaliges Schloss                      | Dreiflügelanlage mit zwei- und dreigeschossigen Walmdachbauten, Mittelflügel wohl 18. und 1. Hälfte 19. Jahrhundert, Seitenflügel wohl modern.             | D-1-77-137-7 Wikidata | weitere Bilder |
| Kirchenstraße (Standort)      | Katholische Filialkirche St. Laurentius | kleiner Saalbau mit eingezogenem geradem Chorschluss und Dachreiter mit Zwiebelhaube, im Kern 14. Jahrhundert, 1631 und 1816 überarbeitet; mit Ausstattung | D-1-77-137-6 Wikidata | weitere Bilder |
| Kirchenstraße 6 (Standort)    | Bildstock                               | breiter Massivbau in Ädikulaform, zweite Hälfte 18. Jahrhundert                                                                                            | D-1-77-137-8 Wikidata | Bildstock      |

### Bergham
| Lage                 | Objekt  | Beschreibung | Akten-Nr.             | Bild    |
| -------------------- | ------- | --- | --------------------- | ------- |
| Bergham 1 (Standort) | Kapelle | Hof- und Votivkapelle im Hofraum des Dreiseithofes, origineller kleiner Bau mit eigenem Türmchen, erbaut 1696 (bezeichnet) und erweitert 1834 (bezeichnet); mit Ausstattung | D-1-77-137-9 Wikidata | Kapelle |

### Bichl
| Lage               | Objekt               | Beschreibung                                           | Akten-Nr.              | Bild                 |
| ------------------ | -------------------- | ------------------------------------------------------ | ---------------------- | -------------------- |
| Bichl 1 (Standort) | Feld- und Hofkapelle | kleiner Putzbau mit Satteldach und Traufband, um 1870. | D-1-77-137-43 Wikidata | Feld- und Hofkapelle |

### Burdberg
| Lage                  | Objekt    | Beschreibung                                      | Akten-Nr.     | Bild      |
| --------------------- | --------- | ------------------------------------------------- | ------------- | --------- |
| Burdberg 1 (Standort) | Bildstock | zur Erinnerung an den Ersten Weltkrieg, nach 1918 | D-1-77-137-51 | Bildstock |

### Großschwindau
| Lage                        | Objekt                               | Beschreibung | Akten-Nr.              | Bild           |
| --------------------------- | ------------------------------------ | --- | ---------------------- | -------------- |
| Jeßlinger Straße (Standort) | Katholische Filialkirche St. Michael | dreischiffiger Bau mit eingezogenem polygonalem Chorabschluss, angefügter Sakristei und Chorflankenturm, zweite Hälfte 15. Jahrhundert, Barockisierung 1753 und Verlängerung nach Westen und Turm 1782; mit Ausstattung | D-1-77-137-11 Wikidata | weitere Bilder |

### Grub
| Lage              | Objekt                  | Beschreibung                                                                             | Akten-Nr.              | Bild           |
| ----------------- | ----------------------- | ---------------------------------------------------------------------------------------- | ---------------------- | -------------- |
| Grub 2 (Standort) | Wohnteil des Hakenhofes | erdgeschossiger Flachsatteldachbau mit Blockbau-Kniestock, zweite Hälfte 18. Jahrhundert | D-1-77-137-14 Wikidata | weitere Bilder |

### Grünbach
| Lage                  | Objekt      | Beschreibung                                                                               | Akten-Nr.              | Bild        |
| --------------------- | ----------- | ------------------------------------------------------------------------------------------ | ---------------------- | ----------- |
| Grünbach 1 (Standort) | Einfirsthof | Zweigeschossiger Massivbau mit flachem Satteldach und Traufbundwerk, bezeichnet mit „1841“ | D-1-77-137-44 Wikidata | Einfirsthof |

### Gumpenstätt
| Lage                      | Objekt         | Beschreibung                                                                     | Akten-Nr.              | Bild           |
| ------------------------- | -------------- | -------------------------------------------------------------------------------- | ---------------------- | -------------- |
| Gumpenstätt 16 (Standort) | Bundwerkstadel | des Haufenhofes, Riegelständerbau mit Satteldach, erstes Viertel 19. Jahrhundert | D-1-77-137-15 Wikidata | Bundwerkstadel |

### Holz
| Lage              | Objekt   | Beschreibung | Akten-Nr.              | Bild           |
| ----------------- | -------- | --- | ---------------------- | -------------- |
| Holz 1 (Standort) | Hakenhof | zweigeschossiges Wohnstallhaus und Ökonomie mit Satteldach und reizvoll bemaltem Traufbundwerk, Anfang 19. Jahrhundert | D-1-77-137-18 Wikidata | weitere Bilder |

### Holzen
| Lage                  | Objekt                     | Beschreibung                                                                               | Akten-Nr.              | Bild           |
| --------------------- | -------------------------- | ------------------------------------------------------------------------------------------ | ---------------------- | -------------- |
| Holzen 1 a (Standort) | Ehemaliges Kleinbauernhaus | eingeschossiger Einfirsthof mit Satteldach und Trauf- und Giebelbundwerk, bezeichnet 1783. | D-1-77-137-19 Wikidata | weitere Bilder |

### Hub
| Lage             | Objekt                       | Beschreibung                                            | Akten-Nr.              | Bild           |
| ---------------- | ---------------------------- | ------------------------------------------------------- | ---------------------- | -------------- |
| Hub 1 (Standort) | Bundwerkstadel des Hakenhofs | Stallstadel mit flachem Satteldach, 18./19. Jahrhundert | D-1-77-137-20 Wikidata | weitere Bilder |

### Hungersberg
| Lage                     | Objekt     | Beschreibung | Akten-Nr.     | Bild       |
| ------------------------ | ---------- | --- | ------------- | ---------- |
| Hungersberg 1 (Standort) | Bauernhaus | ehem. Einfirstanlage, zweigeschossiger Flachsatteldachbau über hohem Kellergeschoss mit Kniestock, schmiedeeiserner Laube, gewölbtem Flez und Putzgliederung, Stall mit Böhmischem Gewölbe, von moderner Widerkehr überbaut, im Kern 18. Jh, umfassender Umbau, um Mitte 19. Jh. | D-1-77-137-58 | Bauernhaus |

### Kalkgrub
| Lage                  | Objekt         | Beschreibung | Akten-Nr.              | Bild |
| --------------------- | -------------- | --- | ---------------------- | ---- |
| Kalkgrub 1 (Standort) | Backhaus       | Backhaus eines ehemaligen Bauernhofes, Tontafel im Giebel bezeichnet mit „1727“                                                                                | D-1-77-137-48 Wikidata | BW   |
| Kalkgrub 3 (Standort) | Bundwerkstadel | Bundwerkstadel mit Flachsatteldach, Erdgeschoss in Ständerbohlenbauweise, zweite Hälfte 18. Jahrhundert, eingebauter Getreidekasten, Blockbau, 17. Jahrhundert | D-1-77-137-22 Wikidata | BW   |

### Kiener
| Lage                | Objekt                    | Beschreibung                                                        | Akten-Nr.              | Bild                      |
| ------------------- | ------------------------- | ------------------------------------------------------------------- | ---------------------- | ------------------------- |
| Kiener 1 (Standort) | Stallstadel des Hakenhofs | Riegelständerbau mit Satteldach und Bundwerk, bezeichnet mit „1841“ | D-1-77-137-23 Wikidata | Stallstadel des Hakenhofs |

### Kirchstätt
| Lage                              | Objekt                                        | Beschreibung                                                              | Akten-Nr.              | Bild           |
| --------------------------------- | --------------------------------------------- | ------------------------------------------------------------------------- | ---------------------- | -------------- |
| in der Flur Kirchstätt (Standort) | Waldkapelle und ehemalige Hofkapelle St. Zeno | kleiner Putzbau mit Traufgesims, im Kern 18. Jahrhundert, 1962 renoviert. | D-1-77-137-24 Wikidata | weitere Bilder |

### Klaus
| Lage               | Objekt      | Beschreibung                                                           | Akten-Nr.              | Bild           |
| ------------------ | ----------- | ---------------------------------------------------------------------- | ---------------------- | -------------- |
| Klaus 6 (Standort) | Feldkapelle | als Nachfolgebau der abgetragenen Filialkirche St. Stephan, nach 1805. | D-1-77-137-25 Wikidata | weitere Bilder |

### Lappach
| Lage                  | Objekt                                | Beschreibung | Akten-Nr.              | Bild           |
| --------------------- | ------------------------------------- | --- | ---------------------- | -------------- |
| in Lappach (Standort) | Katholische Filialkirche St. Remigius | Saalbau mit stark eingezogenem polygonalem Chorschluss und schlankem Spitzturm, um 1420, Unterbau des Turms älter; mit Ausstattung | D-1-77-137-28 Wikidata | weitere Bilder |

### Lex
| Lage             | Objekt      | Beschreibung | Akten-Nr.              | Bild           |
| ---------------- | ----------- | --- | ---------------------- | -------------- |
| Lex 1 (Standort) | Einfirsthof | mit hakenförmigem Anbau, zweigeschossiger Flachsatteldachbau mit Traufbundwerk am Ökonomieteil, Dachwerk des Wohnteils 1867 (dendrochronologisch datiert) | D-1-77-137-42 Wikidata | weitere Bilder |

### Pürstling am Parstling
| Lage                | Objekt    | Beschreibung                           | Akten-Nr.              | Bild           |
| ------------------- | --------- | -------------------------------------- | ---------------------- | -------------- |
| Oberfeld (Standort) | Bildstock | Kleiner Putzbau, bezeichnet mit „1745“ | D-1-77-137-31 Wikidata | weitere Bilder |

### Pyramoos
| Lage                   | Objekt                              | Beschreibung | Akten-Nr.              | Bild           |
| ---------------------- | ----------------------------------- | --- | ---------------------- | -------------- |
| in Pyramoos (Standort) | Katholische Filialkirche St. Agatha | kleiner Saalbau mit polygonalem Chorschluss und angefügter Sakristei, zweite Hälfte 15. Jahrhundert mit romanischem Kern und neugotischem Westturm; mit Ausstattung | D-1-77-137-32 Wikidata | weitere Bilder |

### Rudorfer
| Lage                                        | Objekt                                  | Beschreibung | Akten-Nr.              | Bild           |
| ------------------------------------------- | --------------------------------------- | --- | ---------------------- | -------------- |
| Rudorfer 1 (westlich der Einöde) (Standort) | Feldkapelle mit Kriegergedächtnisstätte | ehemals Antoniuskapelle, kleiner Saalbau mit Satteldach, Dachreiter und Vorhalle, kurz nach 1900; mit Ausstattung | D-1-77-137-21 Wikidata | weitere Bilder |

### Schönbrunn
| Lage                     | Objekt                           | Beschreibung | Akten-Nr.              | Bild                        |
| ------------------------ | -------------------------------- | --- | ---------------------- | --------------------------- |
| Dorfstraße (Standort)    | Katholische Pfarrkirche St. Zeno | großer Saalbau mit polygonalem Chorschluss und Chorflankenturm, zweite Hälfte 15. Jahrhundert, barockisiert; mit Ausstattung | D-1-77-137-36 Wikidata | weitere Bilder              |
| Zenostraße 8 (Standort)  | Bundwerkteil                     | Bundwerkteil am Stadel des Dreiseithofes, bezeichnet 1841.                                                                   | D-1-77-137-38 Wikidata | Bundwerkteil                |
| Zenostraße 10 (Standort) | Wohnstallhaus des Hakenhofs      | Zweigeschossiger Satteldachbau mit Blockbau-Obergeschoss und Traufbundwerk, erste Hälfte 19. Jahrhundert                     | D-1-77-137-37 Wikidata | Wohnstallhaus des Hakenhofs |

### Semmelhub
| Lage                   | Objekt   | Beschreibung | Akten-Nr.              | Bild           |
| ---------------------- | -------- | --- | ---------------------- | -------------- |
| Semmelhub 3 (Standort) | Hakenhof | Zweigeschossiger Flachsatteldachbau mit Kniestock und Traufbundwerk am Ökonomieteil, zweites Viertel 19. Jahrhundert | D-1-77-137-40 Wikidata | weitere Bilder |

### Sollach
| Lage                       | Objekt          | Beschreibung | Akten-Nr.     | Bild            |
| -------------------------- | --------------- | --- | ------------- | --------------- |
| Sollacher Forst (Standort) | Dreiländerstein | Ehemaliger Grenzstein zwischen dem Kurfürstentum Baiern, der Hochstift Freisingischen Herrschaft Burgrain und der Grafschaft Haag, bezeichnet mit „1732“ (teilweise im Gebiet der Gemeinde Isen) | D-1-77-123-69 | Dreiländerstein |

### Straßberg
| Lage                   | Objekt                              | Beschreibung                                                                                | Akten-Nr.              | Bild |
| ---------------------- | ----------------------------------- | ------------------------------------------------------------------------------------------- | ---------------------- | ---- |
| Straßberg 1 (Standort) | Wohnteil des ehemaligen Kleinhauses | erdgeschossiger Einfirsthof mit Blockbau, Kniestock und flachem Satteldach, 18. Jahrhundert | D-1-77-137-45 Wikidata | BW   |

### Wernhardsberg
| Lage                       | Objekt                                 | Beschreibung                                                                           | Akten-Nr.              | Bild |
| -------------------------- | -------------------------------------- | -------------------------------------------------------------------------------------- | ---------------------- | ---- |
| Wernhardsberg 1 (Standort) | Ehemaliges Wohnstallhaus des Hakenhofs | zweigeschossiger Satteldachbau mit reichem Traufbundwerk, erste Hälfte 19. Jahrhundert | D-1-77-137-46 Wikidata | BW   |

### Wies
| Lage              | Objekt                               | Beschreibung                                                                      | Akten-Nr.              | Bild                                 |
| ----------------- | ------------------------------------ | --------------------------------------------------------------------------------- | ---------------------- | ------------------------------------ |
| Wies 2 (Standort) | Riegel-Bundwerkstadel des Hakenhofes | Satteldachbau mit bemaltem Fries, zum Teil massiv, erstes Viertel 19. Jahrhundert | D-1-77-137-47 Wikidata | Riegel-Bundwerkstadel des Hakenhofes |

### Zwickl
| Lage                | Objekt     | Beschreibung | Akten-Nr.              | Bild       |
| ------------------- | ---------- | --- | ---------------------- | ---------- |
| Zwickl 1 (Standort) | Bauernhaus | eingeschossiger Flachsatteldachbau auf hohem Kellergeschoss, Blockbau-Kniestock, 1580 (dendrochronologisch datiert), Umbauten des Erdgeschosses um 1800, Außenmauer des Erdgeschosses um 1930 in Ziegel erneuert | D-1-77-137-56 Wikidata | Bauernhaus |

## Ehemalige Baudenkmäler
In diesem Abschnitt sind Objekte aufgeführt, die früher einmal in der Denkmalliste eingetragen waren, jetzt aber nicht mehr. Objekte, die in anderem Zusammenhang – also z. B. als Teil eines Baudenkmals – weiter eingetragen sind, sollen hier nicht aufgeführt werden. Aktennummern in diesem Abschnitt sind ehemalige, jetzt nicht mehr gültige Aktennummern.

| Lage                                           | Objekt                          | Beschreibung | Akten-Nr.              | Bild     |
| ---------------------------------------------- | ------------------------------- | --- | ---------------------- | -------- |
| Dangl Dangl 1 ()                               | Zwerchstadel des Hakenhofes     | Satteldachbau mit Bundwerk, Ende 18. Jahrhundert | D-1-77-137-34 Wikidata |          |
| Großschwindau alte Haus-Nr. 56 ()              | Originelles Kleinbauernhaus     | eingeschossiger Blockbau, 18. Jahrhundert |                        |          |
| Großschwindau alte Haus-Nr. 60 ()              | Zugehörig Stadel                | mit Bundwerk und alter Verschalung, Mitte 19. Jahrhundert | D-1-77-137-13 Wikidata |          |
| Haman Haman 1 (Standort)                       | Traidkasten                     | Beim Einzelhof kleiner Traidkasten in Blockbau, wohl zweite Hälfte 17. Jahrhundert | D-1-77-137-41 Wikidata | BW       |
| Herrnberg Herrnberg 5 ()                       | Zugehörig Querstadel            | mit Bundwerk, Ende 18. Jahrhundert | D-1-77-137-16 Wikidata |          |
| Klaus in der Ortsmitte ()                      | Bildstock                       | Ende 18. Jahrhundert |                        |          |
| Kleinschwindau Kleinschwindau 8, 10 (Standort) | Hakenhof                        | mit Riegel-Bundwerkstadel, erstes Viertel 19. Jahrhundert | D-1-77-137-26 Wikidata | BW       |
| Krähmühle Krähmühle 1 (Standort)               | Zugehörig Riegel-Bundwerkstadel | um 1820/40. |                        | BW       |
| Leitmannstätt Leitmannstätt 1 (Standort)       | Wohnhaus des Dreiseithofes      | eingeschossiger Flachsatteldachbau in Blockbauweise, 1617/18 (dendrochronologisch datiert), teilweise Ausmauerung und Veränderungen, um 1900                                               | D-1-77-137-30 Wikidata | BW       |
| Schmidberg Schmidberg 1 ()                     | Hakenhof                        | zugehörig kleiner Riegel-Bundwerkstadel, erstes Viertel 19. Jahrhundert |                        | Hakenhof |
| Schönbrunn Zenostraße 1 (Standort)             | Hakenhof                        | Stattlicher Hakenhof; rückwärts Traufbundwerk, Mitte 19. Jahrhundert; Im Erdgeschoss des Wohngebäudes sind umfangreiche Teile des ehemaligen Schlossgut Schönbrunn (Hofmarksitz) erhalten. | D-1-77-137-39 Wikidata | Hakenhof |

## Abgegangene Baudenkmäler
In diesem Abschnitt sind Objekte aufgeführt, die früher einmal in der Denkmalliste eingetragen waren, jetzt aber nicht mehr existieren, z. B. weil sie abgebrochen wurden. Aktennummern in diesem Abschnitt sind ehemalige, jetzt nicht mehr gültige Aktennummern.

| Lage                                     | Objekt                | Beschreibung                                                                                     | Akten-Nr.     | Bild |
| ---------------------------------------- | --------------------- | ------------------------------------------------------------------------------------------------ | ------------- | ---- |
| Hilgen am Weg Hilgen am Weg 2 (Standort) | Riegel-Bundwerkstadel | Südflügel des ehemaligen Dreiseithofes, mit flachem Satteldach, im Inneren bezeichnet mit „1832“ | D-1-77-137-17 | BW   |